# Žirovnice
Žirovnice é uma cidade checa localizada na região de Vysočina, distrito de Pelhřimov.